# Eddie: The Sleepwalking Cannibal
Pour plus de détails, voir Fiche technique et Distribution.
Eddie: The Sleepwalking Cannibal est un film canadien réalisé par Boris Rodriguez, sorti en 2012.

## Synopsis
Lars est un peintre danois en panne d'inspiration. Son manager l'envoie au fin fond du Canada pour enseigner l'art dans une école afin qu'il retrouve sa créativité. Il rencontre Lesley et afin de lui plaire, il accepte d'héberger Eddie, un élève muet et retardé. Après quelque temps de cohabitation, les deux hommes développent une amitié. Mais Lars se rend vite compte, que son pensionnaire souffre de somnambulisme et commet des atrocités pendant la nuit. Il se rend compte que ces faits lui redonnent sa créativité et se remet à peindre.

## Fiche technique
- Titre original : Eddie: The Sleepwalking Cannibal
- Réalisation : Boris Rodriguez
- Scénario : Boris Rodriguez
- Pays d’origine : Canada
- Langue originale : anglais
- Genre : Comédie horrifique
- Durée : 83 minutes
- Dates de sortie :
  -  Canada 2012
  -  Suisse : 8 juillet 2012 (Festival international du film fantastique de Neuchâtel 2012)

## Distribution
- Thure Lindhardt : Lars
- Georgina Reilly : Lesley
- Stephen McHattie : Ronny
- Paul Braunstein : Agent Verner
- Dylan Smith : Eddie
- Alain Goulem : Harry
- Peter Michael Dillon : Charles